# Antônio Menezes Lima
Antônio Menezes Lima (Nova Iorque, 31 de agosto de 1932) é um advogado, economista e político brasileiro.

## Vida
Filho de Olegário Alves e de Purcina Menezes Lima, bacharelou-se em direito e economia.

## Carreira
Foi deputado à Assembleia Legislativa de Santa Catarina na 7ª legislatura (1971 — 1975) e na 8ª legislatura (1975 — 1979), eleito pela Movimento Democrático Brasileiro (MDB).